# Air Vanuatu
Air Vanuatu (code IATA : NF ; code OACI : AVN), est la compagnie aérienne du Vanuatu. Elle a été fondée en 1981 et elle utilise l’aéroport international Bauerfield. Son siège se situe à Port-Vila.
Elle assure des vols intérieurs mais également internationaux vers l'Australie, la Nouvelle-Zélande et le Pacifique sud.

## Historique

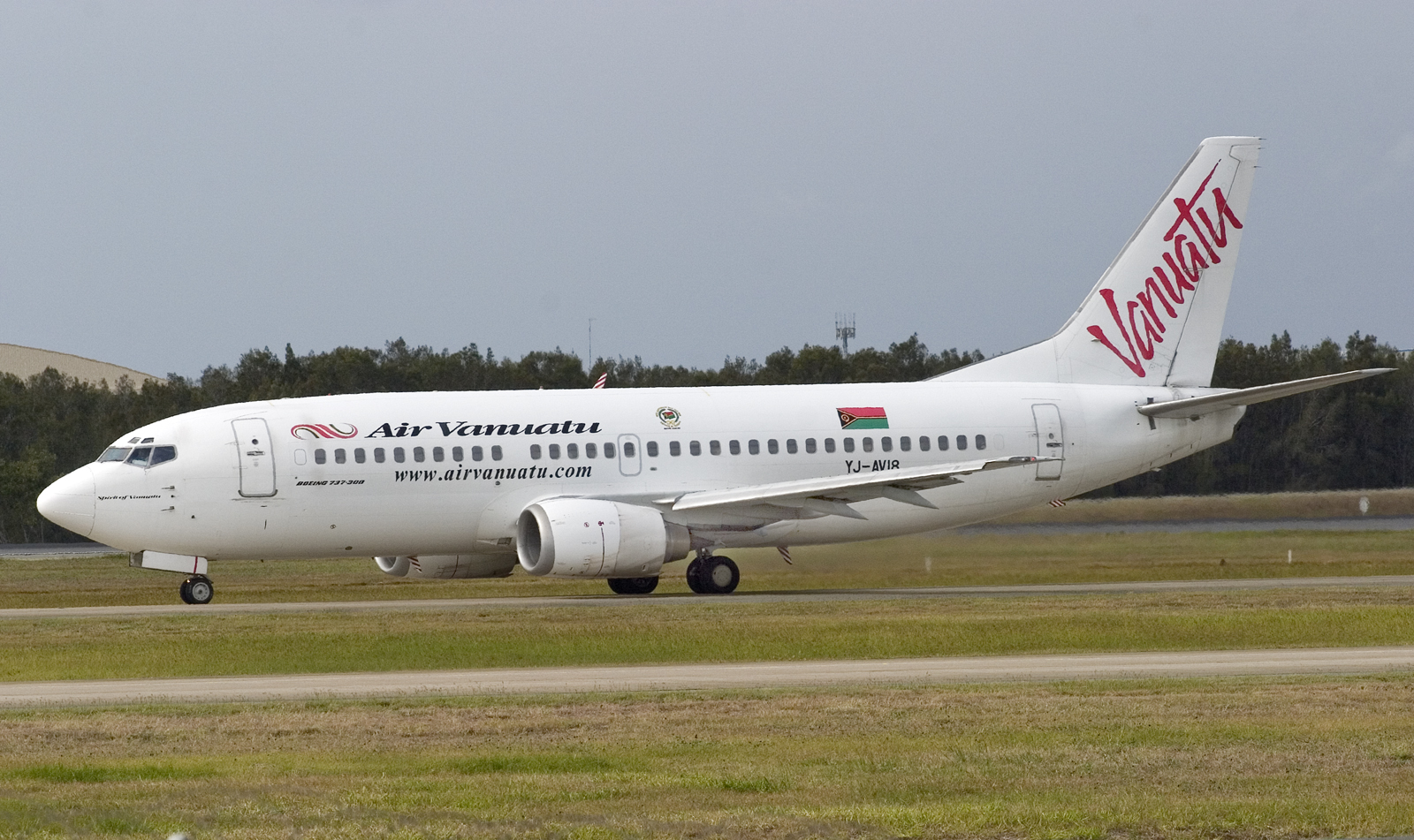
Un Boeing 737-300 d'Air Vanuatu à en 2007

Air Vanuatu a été fondée en 1981 après que le Vanuatu ait obtenu son indépendance du Royaume-Uni et de la France. Durant les premières années, un accord a été mis en œuvre entre Air Vanuatu et la compagnie australienne Ansett Australia, afin de lui fournir des appareils et du personnel. Ansett a également prit 40% des parts dans la nouvelle compagnie et le gouvernement vanuatais 60%. Le premier vol d'Air Vanuatu a eu lieu le 5 septembre 1981 entre Sydney et Port-Vila, il s'est effectué grâce à un McDonnell Douglas DC-9 loué auprès d'Ansett. En mai 1982 le DC-9 a été remplacé par un Boeing 737–200 de Polynesian Airlines, ce dernier fut remplacé à son tour par un 737-200 d'Ansett en octobre 1985. En mars 1986 l'accord avec Ansett expira, ce qui a eu pour effet l'arrêt momentané des opérations d'Air Vanuatu.
En 1987 la compagnie fut ré-établie par le gouvernement du Vanuatu qui en était propriétaire à 100%. Après un nouvel accord commercial signé avec la compagnie Australian Airlines, des vols entre Sydney et Port-Vila reprirent le 19 décembre grâce à un Boeing 727–200 affrété auprès d'Australian Airlines. Par la suite Air Vanuatu racheta cet appareil en 1989. En novembre 1992 le 727 a été remplacé par un Boeing 737–400 loué également à Australian Airlines, puis l'année suivante un Embraer EMB 110 Bandeirante entra en service afin d'assurer des vols entre Port-Vila et Nouméa. La location de ces deux avions continua jusqu'en octobre 1993, après le rachat d'Australian Airlines par Qantas. Cette dernière est très impliquée dans le fonctionnent de la compagnie jusqu'à ce jour. Air Vanuatu utilise d'ailleurs le programme de fidélité Qantas Frequent Flyer et partage ses codes avec Qantas sur l'ensemble de ses vols vers l'Australie. La compagnie australienne fournie également des services de maintenance et la formation des pilotes.
Air Vanuatu prit livraison d'un Boeing 737–300 en avril 1997, au terme du contrat de location du Boeing 737–400 de Qantas et le même mois un Saab 2000 entera en service. En juin 1999, Air Vanuatu commença à utiliser un Bombardier Dash 8 sur le réseau domestique et les vols quotidiens vers Nouméa, puis en avril 2001 Air Vanuatu fusionna avec Vanair. En novembre 2003, un ATR 42 entra en service sur le réseau intérieur afin de concurrencer Vanair, puis l'année suivante Air Vanuatu fusionna de nouveau avec Vanair.

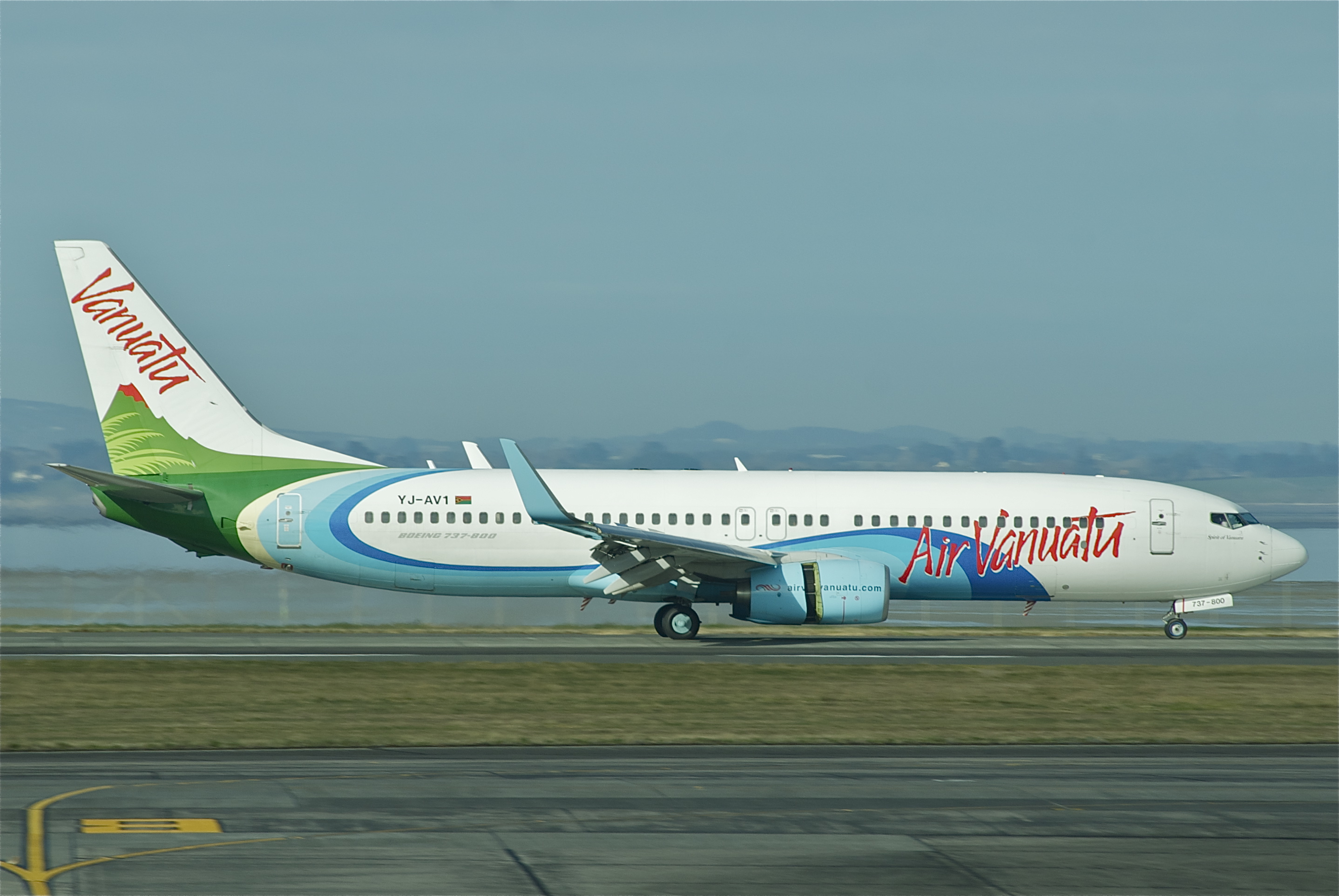
Un Boeing 737-800 d'Air Vanuatu à en 2012.

En janvier 2008, Air Vanuatu remplace son Boeing 737–300 par un nouveau Boeing 737–800, trois Harbin Y-12 furent ajoutés à la flotte début 2009 et en octobre de la même année, la compagnie prit livraison d'un nouvel ATR 72–500 afin de remplacer l'ATR 42. Par la suite, un second ATR 72–500 racheté d'occasion arriva en novembre 2014. En 2016 les Harbin Y-12 ont été remplacés par des De Havilland Canada DHC-6 Twin Otter, cette même année elle réceptionne son premier ATR 72-600. L'année suivante, elle reçoit un nouveau Boeing 737-800 qui remplace l'ancien dont le contrat de location arrive à terme.
En février 2019, Air Vanuatu passe une commande de 4 Airbus A220 (dont deux -100 et deux -300) auprès d'Airbus, dans le cadre du programme de développement régional de la compagnie.
En 2024, la compagnie souffre de difficultés financières.

## Partenariats

### Partage de codes
Air Vanuatu partage ses codes avec :
| - Aircalin | - Fiji Airways | - Qantas Airways | - Solomon Airlines |

## Destinations
La compagnie dessert une trentaine de destinations en Océanie au départ de Port-Vila Bauerfield.

### Australasie
- Brisbane, Melbourne, Sydney
- Auckland

### Pacifique sud
- Nadi, Suva
- Nouméa
- Port-Moresby
- Honiara

### Vanuatu
- Craig Cove, Lamap, Norsup, Paama, South West Bay, Ulei, Longana, Naone, Maewo, Redcliffe, Lonorore, Sara, Walaha, Émaé, Lamen Bay, Tongoa, Valesdir, Tafea, Anatom ,Aniwa, Dillon's Bay, Futuna, Ipota, Tanna, Torba, Gaua, Mota Lava, Sola, Vanua Lava, îles Torrès.

## Flotte

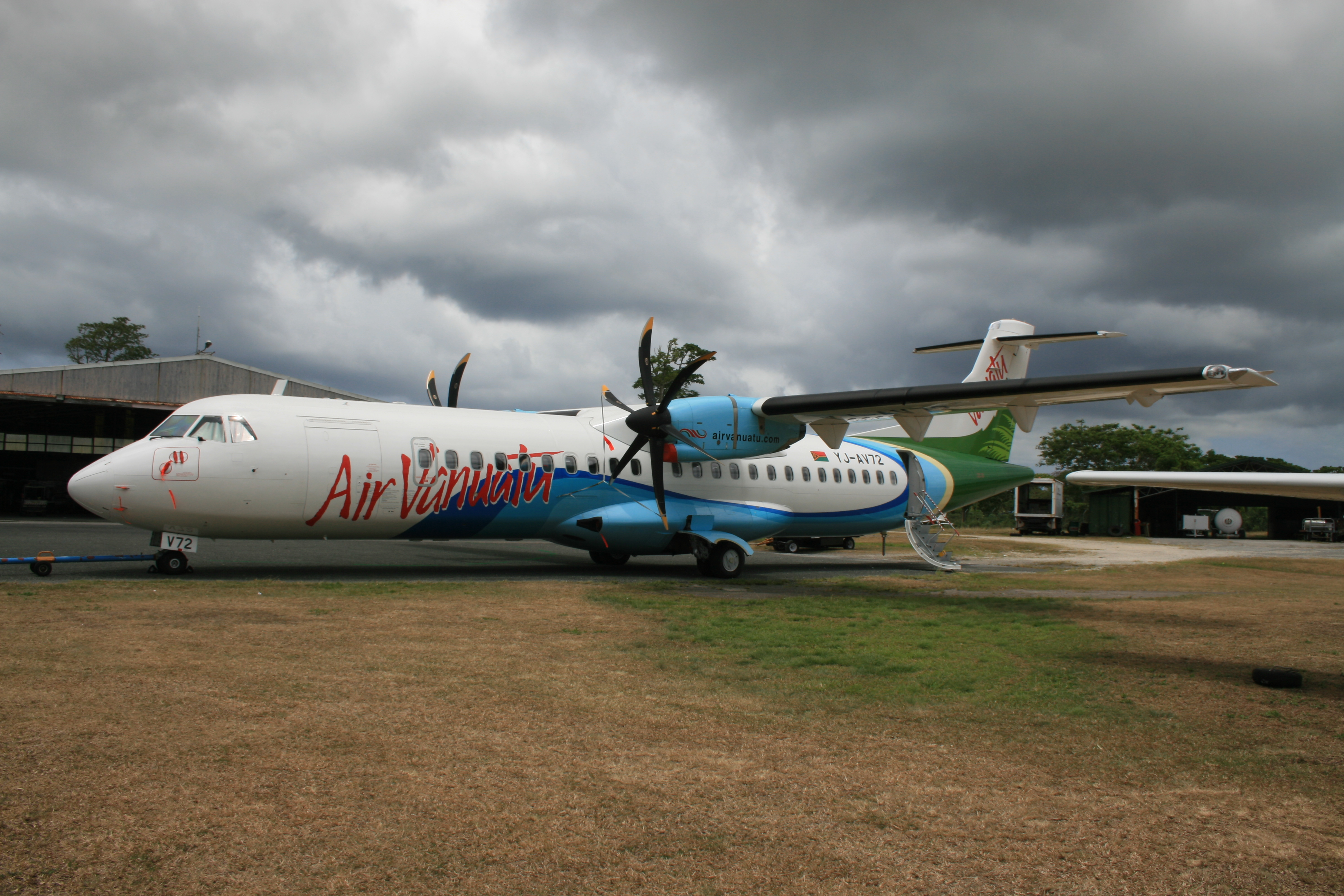
ATR 72-500 YJ-AV72 d'Air Vanuatu

Elle dispose actuellement d'une flotte de huit appareils.
| Avions                  | En service | Commandes | Passagers | Passagers | Passagers | Remarques |
| Avions                  | En service | Commandes | J         | Y         | Total     | Remarques |
| ----------------------- | ---------- | --------- | --------- | --------- | --------- | --------- |
| ATR 72-600              | 1          | —         | —         | 70        | 70        |           |
| Boeing 737-800          | 1          | —         | 8         | 162       | 170       |           |
| Britten-Norman Islander | 2          | —         | —         | 9         | 9         |           |
| DHC-6-300 Twin Otter    | 3          | —         | —         | 19        | 19        |           |
| Total                   | 7          |           |           |           |           |           |

## Accidents et incidents
- Le 28 juillet 2018, un moteur de l'ATR 72 du vol 241 d'Air Vanuatu prend feu en vol. À son atterrissage à Port-Vila, l'appareil sort de la piste et percute deux Britten-Norman Islander. Treize des quarante-trois personnes à bord sont incommodées par des fumées[3].
- Le 19 décembre 2008, un Britten-Norman Islander de la compagnie Air Vanuatu s'est écrasé sur l'Île de Santo faisant un mort tandis que les neuf autres occupants s'en sont sortis indemnes. L'appareil s'était écrasé du a une mauvaise visibilité lors de son atterrissage.
- Le 25 juillet 1991, un Britten-Norman Islander s'est écrasé sur l'Île de Santo, tuant les neuf passagers et le pilote. Le site de l'accident a été localisé après seulement quatre jours de recherches. L'enquête a révélé qu'il s'agissait d'une erreur de pilotage.